# Battlefield 1942
Battlefield 1942 — компьютерная игра, 3D шутер от первого лица на тему Второй мировой войны, разработанный Digital Illusions CE и изданный Electronic Arts для персональных компьютеров под Microsoft Windows (2002) и Apple Macintosh (2004). Первая игра из серии Battlefield. В игре есть режим однопользовательской игры с ботами, но он вторичен, в первую очередь Battlefield 1942 — это многопользовательская игра в Интернете.
С сентября 2012-го, в честь 10-летия игры, ЕА сделали Battlefield 1942 бесплатной игрой. До середины 2014 года в неё можно было играть бесплатно, просто установив клиент сетевого сервиса Origin. Ввиду закрытия серверов GameSpy с 1 июня 2014 года мультиплеер стал временно недоступен, но благодаря выпущенному фанатами патчу, заменяющему GameSpy, возможность играть как раньше снова доступна.

## Игровой процесс
Игровой процесс состоит из захвата и удержания контрольных точек — специальных мест на карте. Тот, кто контролирует такую точку, может использовать её, чтобы войти в игру, после того, как его убили; в начале игры или по своему желанию. На некоторых контрольных точках генерируется боевая техника (танки, бронетранспортёры, внедорожники, самолёты, самоходные орудия). То есть если игрок захватывает такую точку, он может пользоваться подкреплением из нескольких машин. Также, есть мобильные контрольные точки — корабли. Помимо своего вооружения, они являются точками входа в игру. В начале каждой игры командам даётся определённое количество солдат (от 50 до 400). При смерти одного бойца этот показатель уменьшается на одну единицу. Когда показатель доходит до 0, команда проигрывает. Показатель сам постепенно уменьшается, если у одной из сторон больше контрольных пунктов.

### Режимы игры
- Штурм. Одна сторона имеет постоянную, незахватываемую базу и наступает, стремясь захватить все точки противника. Другая сторона постоянной базы не имеет и должна оборонять контрольные точки;
- Столкновение. Обе стороны имеют незахватываемые базы и наступают, чтобы захватить как можно больше точек);
- Захват флага. Цель — украсть флаг с базы вражеской команды и успеть привезти его на свою базу, за каждый флаг засчитывается 1 балл. Задача противника — помешать этому и, в свою очередь, украсть флаг противника. Побеждает та команда, что украдёт больше флагов за раунд.
- Командный deathmatch. Цель — убить как можно больше солдат противника за раунд. За каждого убитого врага начисляется 1 балл команде.
- Задание. Цель — уничтожить объекты противника. После уничтожения целей число очков команды противника падает до нуля и она терпит поражение.
- Совместное прохождение. Совместная командная игра живых игроков и ботов.

### Фракции
В игре всегда есть две противостоящих команды, каждая из которых всегда представляет один из двух военно-политических блоков, принимавших участие во Второй мировой войне. Каждая из сторон, в зависимости от времени и места действия, представлена различными фракциями. Их внешний вид, флаги, вооружение и техника различаются между собой.
Блок Axis (Страны «Оси») всегда обозначен в игре красным цветом. Блок Allied (Союзники) — всегда синим.
В Axis входят 3 фракции: германские вермахт и Африканский корпус, Императорский флот Японии.
В Allied входят 6 фракций: Британская армия, Королевские ВВС, Канадская армия, Красная Армия, Армия США, Корпус Морской пехоты США.
Всего в Battlefield 1942 представлены 5 стран: Нацистская Германия, СССР, Япония, США и Британская империя. Бои ведутся на 4-х театрах военных действий: Восточноевропейский, Тихоокеанский, Североафриканский и Западноевропейский, в годы с 1940 по 1945.

### Техника
Одним из главных достоинств серии игр Battlefield является возможность управления всевозможной техникой — танками, кораблями, самолётами и т. д. В Battlefield 1942 доступен 51 образец реально существовавшей техники, использовавшейся в ходе Второй мировой войны разными странами.
Некоторые образцы техники представлены более чем в одном вариантe, в зависимости от фракции и театра военных действий. Например, танк Sherman Британской армии на африканских картах окрашен в песочный камуфляж, а такой же танк Армии США — в зелёный цвет; бомбардировщик Aichi доступен в 2-х вариантах — обычный, с авиабомбами и торпедоносец и т.д; джипы Армии США, Британской и Красной Армии окрашены по-разному и т. д.
Как и в случае с вооружением пехоты в игре, разработчики также позволили себе сознательное отступление от истории. Так, например, японские войска в Battlefield используют немецкое самоходное орудие Wespe, чего в реальности не было. Британский линейный корабль HMS Prince of Wales входит в состав ВМС США. Средний танк Т-34-85 вооружён немецким пулемётом MG 42 и более короткой пушкой, чем в реальности. В то же время точно такой же Т-34-85 назван по ошибке «Т-34-76» и выбран создателями игры на роль тяжёлого танка, став основным соперником «Тигра» на картах «Курск» и «Харьков». Также советские солдаты в Сталинграде и Берлине используют американские пулемёты M2.

### Карты
Как и в последующих играх серии Battlefield, каждая карта Battlefield 1942 — это определённая локация, созданная по мотивам той или иной исторической битвы Второй мировой войны и названа соответствующе. При этом, разумеется, карты весьма условны и могут в той или иной степени отличаться от реальных мест сражений Второй мировой войны. Так, например, карта «Остров Уэйк» весьма точно воспроизводит очертания острова Уэйк, а карта «Курск» более чем условна и схематична.
Всего в игре 21 карта.

### Классы войск
Каждая фракция представлена 5 видами войск: снайпер, штурмовик, гранатомётчик, медик и инженер. В игре допущено много ошибок по поводу вооружения каждой из сторон, поэтому уровень исторической достоверности игры весьма невысок. У всех классов войск есть одинаковые ножи, три гранаты (исключая инженера) : у США, СССР и Англии — Mk II, у Японии и Германии — Stielhandgranate M24, стандартные пистолеты: у США, СССР и Англии — Colt M1911, у Японии и Германии — Walther P38.
- Снайпер. Основное оружие — снайперская винтовка. У союзников — Lee-Enfield № 4, у Японии и Германии — Mauser 98k. Также имеет 3 гранаты, нож, стандартный пистолет и бинокль, с помощью которого может наводить огонь самоходной артиллерии.
- Штурмовик. Основное оружие: автоматическая винтовка, ручной пулемёт или автомат. Бойцы Красной Армии используют ручной пулемёт ДП-27, американцы и британцы — автоматическую винтовку BAR M1918, канадцы — ручной пулемёт Johnson LMG[англ.], немцы — штурмовую винтовку Stg 44, японцы — ручной пулемёт Type 99. Также имеет 3 гранаты, нож и пистолет.
- Гранатомётчик. Основное вооружение — гранатомёт. У союзников — M1 Bazooka, у Германии и Японии — Panzerschreck. Также имеет 3 гранаты, нож и пистолет.
- Медик. Основное вооружение — пистолет-пулемёт. У США, Англии и Канады — M1A1 Thompson, у Германии — МP 40, у СССР и Японии — MP 18. Также имеет 3 гранаты, нож, пистолет и аптечку, с помощью которой может лечить союзников и себя.
- Инженер. Основное вооружение — магазинная или самозарядная винтовка. У инженеров Британии, СССР, Канады и Армии США — Lee-Enfield № 4, у Корпуса Морской пехоты США — M1 Garand, у Германии — карабин Mauser 98k, у Японии — Тип 5. Инженер имеет на две обоймы больше, чем снайпер. Также имеет нож, пистолет, 4 противотанковые мины, 4 связки динамита, которые он может подрывать с помощью детонатора и гаечный ключ, с помощью которого он может чинить любую технику (от джипов до авианосцев) и снимать противотанковые мины и динамит.

## Дополнения
К игре вышло два официальных дополнения (англ. Expansion Packs):
- Battlefield 1942: The Road To Rome добавляет новые карты, посвящённые Итальянской кампании (1943—1945 гг.). Новые стороны конфликта: Итальянская Королевская Армия и Сражающаяся Франция. Также добавлены новые виды техники и вооружения.
- Battlefield 1942: Secret Weapons of WWII добавляет карты, среди которых — засекреченные объекты нацистской Германии, такие как полигон Пенемюнде (место разработок ракет Фау-2), Гнездо орла (убежище, которое создавалось для лидеров нацистской Германии на случай поражения в войне), и некоторые другие. Среди техники, представленной разработчиками в дополнение к уже существующей — 16 видов боевых машин, проектируемых, но так и не воплощённых во время Второй мировой войны (не считая самоходного штурмового орудия Sturmtiger, ракетной установки Sherman Calliope, автомобиля-амфибии Schwimmwagen и мотоциклов). Это, например, реактивные самолёты или управляемые ракеты ПВО. Присутствует также опытная сверхтяжёлая по массе самоходная артиллерийская установка T28. Среди личного вооружения солдат нововведением стали новые образцы оружия, в том числе и комплект с реактивным ранцем, который можно найти на некоторых картах. Также в игре появилось новое оружие — метательные ножи, дробовик, винтовочная граната, FG-42, Bren, Smg STEN Mk VI, снайперский вариант Gewehr 43 и др.

## Модификации
В октябре 2004 года на публичном релизе ЕА отмечает «Вскоре после релиза Battlefield 1942 несколько групп преданных поклонников посмотрели изделие DICE и представили, как карты заполняются современными транспортными средствами и оружием, или самолётами и винтовками начала двадцатого века.»
PC Gamer описывает в октябре 2005 одну модификацию как «последний великий мод до перехода Battlefield 1942 сообщества на сиквелы Dice. Его установка — конец эпохи». Другие модификации появились в статьях на CNN и The Washington Times, а также в различных отраслевых изданиях, начиная от финского игрового журнала PC Pelaaja до международного PC Gamer.
Как Half-Life и некоторые другие популярные игры от первого лица, Battlefield 1942 произвела на свет ряд модификаций. Большинство из них не развивались и были заброшены, не дожив до релиза. Часть модификаций весьма ограничены, и просто вносят небольшие изменения в геймплей или меняют экран загрузки, а другие полностью преображают игру, достаточно сильно меняя содержание и геймплей.
Несколько модификаций стали популярны почти как оригинальная игра. Ранние модификации Battlefield 1942 были произведены без SDK. Позже ЕА подготовили и выпустили Mod Development Toolkit, чтобы помочь разработке модификаций.
С выходом сиквелов Battlefield Vietnam и Battlefield 2, некоторые модификации выпустили новую версию или получили дальнейшее развитие в этих играх. Battlefield Vietnam использует обновлённую версию игрового движка Refractor 2. Некоторые модификации перешли на компьютерные игры Söldner: Secret Wars, Half-Life 2 и другие. Среди них особо выделились:
- Battlefield Interstate 1982, упомянут в 1UP «Бесплатные Компьютерные Игры» в номере за декабрь 2003 года. (Free PC Games «1UP.ORG» December 2003.)
- Battlefield Pirates руководитель Lawrence Brown из Scurvy Cove Productions был нанят Electronic Arts в качестве координатора поддержки модификации[1]. Он был описан как имеющий оригинальную тематику. Am I Mod or Not? (Nieborg, 2005)
- Desert Combat выпущен Trauma Studios, был победителем FilePlanet Премия лучшая модификация 2003, имеет много других отзывов и наград[5], таких как в марте 2003 года PC Magazine. PC Gamer описал его как «Desert Combat расположен в раскалённой зоне конфликта на Ближнем Востоке между Соединёнными Штатами и Ираком.»[6] Статья отметила, что ему помогла война в Ираке, что позволило увеличить количество просмотров страниц примерно до 15000 в день[3], или даже от 20000 до 70000[4]. Desert combat был отправной точкой для появления модификаций на его основе, DC Extended и Desert Combat Realism в Am I Mod or Not? (Nieborg, 2005)[7]
- Eve Of Destruction победил на PC Gamer в 2003 году как Модификация Года[8]. Он также выиграл на FilePlanet Лучшая новая модификация 2003. Dan Morris из PC Gamer отметил в марте 2004 года в статье журнала «Хотя Battlefield Vietnam ещё мелькает перед глазами его разработчиков, этот выдающийся модификация дебютировала и получила восторженный приём у поклонников Battlefield 1942.»[9]
- Experience WWII был описан в PC Gamer как имеющий существенные изменения, чтобы быть исторически точным, что непосредственно влияет на игровой процесс[6].
- Finn Wars появился в журнале Pelit в номере 9/2005, и PC Pelaaja в 2007 году[10][11].
- Forgotten Hope[12] занял 14-е место на ModDB в 2005 году в номинации Модификация Года , и награду Выбор Игроков ModDB в 2006 году[13].
- Galactic Conquest GC был отмечен, за это время разрешено открыто использовать материалы из вселенной Звёздных Войн Lucasarts в Am I Mod or Not? (Nieborg, 2005). Также он дважды появился на Slashdot[14], и было упомянуто в Edge Magazine в апреле 2004 года[15][16]. Galactic Conquest был рассмотрен на TechTV(G4) X-play в 2004 году[17][18].
- SilentHeroes выиграл Премию PC ACTION супер мод в номере 07/2006 немецкого игрового журнала PC ACTION[19][20]. Кроме того, он был показан на многих норвежских и шведских мультимедийных веб-сайтах, в том числе Verdens Gang, Aftonbladet and IDG[21][22][23][24].

## Отзывы
| Сводный рейтинг       | Сводный рейтинг       |
| Агрегатор             | Оценка                |
| --------------------- | --------------------- |
| GameRankings          | 88,67 %               |
| Metacritic            | 89 / 100 (27 обзоров) |
| MobyRank              | 89 / 100              |
| Иноязычные издания    |                       |
| Издание               | Оценка                |
| 1UP.com               | A                     |
| AllGame               | [ 29 ]                |
| CVG                   | 7,8 / 10              |
| Eurogamer             | 9 / 10                |
| GameRevolution        | A-                    |
| GameSpot              | 8,8 / 10              |
| GameSpy               | [ 34 ]                |
| IGN                   | 9,3 / 10              |
| Русскоязычные издания |                       |
| Издание               | Оценка                |
| Absolute Games        | 85 %                  |
| «Домашний ПК»         | [ 37 ]                |
| «Игромания»           | 8 / 10                |
| «Страна игр»          | 8,5 / 10              |

Battlefield 1942 получила премию BAFTA в области игр 2004 года в номинации «Multiplayer».
Игра победила в номинации «Лучшая action/аркада» (2002) журнала «Игромания», где была названа аркадным вариантом Operation Flashpoint.